# NGC 3003
NGC 3003 (другие обозначения — UGC 5251, MCG 6-22-13, ZWG 182.21, KUG 0945+336, IRAS09456+3339, PGC 28186) — галактика в созвездии Малый Лев.
Этот объект входит в число перечисленных в оригинальной редакции «Нового общего каталога».
В галактике вспыхнула сверхновая SN 1961F типа II, её пиковая видимая звездная величина составила 13,1.
Галактика NGC 3003 входит в состав группы галактик NGC 2964. Помимо NGC 3003 в группу также входят NGC 2964, NGC 2968, NGC 2970 и NGC 3021.